# Maye el Fresno
Maye el Fresno är en ort i Mexiko, tillhörande kommunen Atlacomulco i den nordvästra delen av delstaten Mexiko, i den centrala delen av landet. Orten hade 125 invånare vid folkräkningen 2010.